# 萨姆·哈钦森
森姆·愛德華·"森"·赫捷臣（1989年8月3日—）是一名英格蘭職業足球員，司職後衛，於2007至2010年間效力英超球會車路士，他因持續膝傷困擾而於21歲之齡提前退役，留隊擔任教練工作，但在一年多後於傷勢沒有惡化下復出。現效力於英冠球會雷丁。

## 生平

### 早年
赫捷臣出生於伯克郡單一管理區斯劳，其父親艾迪·赫捷臣（Eddie Hutchinson）曾為車路士青年隊上陣，其後轉投青年隊，最終在非聯賽打滾。

### 球會
車路士
赫捷臣於9歲之齡參加車路士青訓學院，一直晉升至第三年學院球員及預備隊隊長，並於2006年8月成為職業球員。主要出任中堅，赫捷臣是車路士青年隊一季內上陣第二多的球員。
赫捷臣雖然在2005/06年及2006/07年球季一直受到傷患困擾，但前任領隊摩連奴預測他將會是一隊的未來球員。2007年5月13日赫捷臣首次為一隊上陣，英超主場對愛華頓踢成1-1平手，並於2007/08年球季前隨同一隊參加美國之旅。 
2007年8月20日赫捷臣簽署四年新約，讓他留在史丹福橋球場直到2011年。2007/08年球季季初英冠球會一度要求借用赫捷臣，但被車路士拒絕。他只參加了5場預備隊賽事，便因受傷而中止其球季，漫長的復原時間使他整季只有6場上陣記錄。
2009年7月18日赫捷臣在季前熱身賽對西雅圖海灣者（Seattle Sounders）於下半場後補入替艾殊利·高爾；7月26日對亞美利加更正選上陣。8月23日赫捷臣為一隊第二次在英超上陣，於「西倫敦打吡」對富咸在86分鐘後補入替保辛華；9月23日赫捷臣首次在正式賽事以正選身份上陣，在英格蘭聯賽盃第三圈主場迎戰，他戰至77分鐘才離場讓位予隊長泰利；4月25日他於季內第二次在英超上陣，下半場後補入替保羅·費拉拿，隨即助攻予林柏特射入其個人第二球，最終以7-0大勝史篤城，成為他的告別賽。
退役
由於受到慢性膝傷影響，赫捷臣不能每天操練，在2010/11年球季季前他提早一星期到訓練營，希望及早提升體能，並於新球季繼續保有背號「41」球衣。但最終以其膝傷復原進度不足以應付英超的體能要求，於2010年8月20日宣佈退役，年僅21歲，他合共為車路士正選上陣1場及後補上陣3場。
赫捷臣在退役後會留在車路士青訓學院擔任教練工作，同時進大學修讀運動科學。
復出
2011年7月16日赫捷臣於季前熱身賽對的上半場上陣，10月3日代表預備隊作客出戰，擔任隊長兼踢足全場。於12月1日與車路士簽署1年半新約，結束16個月的退役生涯。
2012年8月16日赫捷臣獲借用到英冠球會諾定咸森林，為期6個月。
2014年5月23日，切尔西放走了赫捷臣，让他自由转会。

### 國家隊
赫捷臣於2006年9月19日首次代表英格蘭U18上陣出戰法國，於翌年3月27日再戰荷蘭。同年獲提升上英格蘭U19，9月11日首次上陣對白俄羅斯，更於11月14日友賽德國前獲委任為隊長。他是2008年歐洲U-19足球錦標賽外圍賽英格蘭U19的主力成員，2007年10月17日在分組賽最後一仗3-1擊敗比利時取得首名出線資格後，因傷錯過第二輪的精英外圍賽及在捷克舉行的決賽週。2009年10月1日赫捷臣獲徵召加入英格蘭U21在主場迎戰馬其頓進行2011年歐洲U-21足球錦標賽外圍賽，但沒有入選最後18人的出場名單。

## 外部連結
- 足球数据库：森·赫捷臣的球员统计数据
- chelseafc.com:THE THURSDAY INTERVIEW: SAM HUTCHINSON